# Sal Valentino
Pour les articles homonymes, voir Valentino.
Sal Valentino, né Salvatore Spampinato le 8 septembre 1942 à San Francisco, est un musicien de rock, auteur-compositeur-interprète américain.
Il est surtout connu comme chanteur principal du groupe The Beau Brummels. Le groupe a sorti deux singles à succès américains dans le top 20 en 1965, Laugh, Laugh (en) et Just a Little. 
Valentino a ensuite dirigé un autre groupe, Stoneground (en), qui a produit trois albums au début des années 1970. Après s'être réuni à plusieurs reprises avec les Beau Brummels, il a commencé une carrière solo, sortant son dernier album, Every Now and Then, en 2008.

## Biographie
Il est élevé dans le quartier de North Beach à San Francisco. 
En 1964, il reçoit une proposition pour des représentations régulières dans un club local. Ayant besoin d'un groupe, il appelle son ami d'enfance et auteur-compositeur/guitariste Ron Elliott, qui recrute le batteur John Petersen, le guitariste rythmique/chanteur Declan Mulligan (en) et le bassiste Ron Meagher (en). Le groupe se nomme d'abord The Stepping Stones avant de prendre son nom officiel. Tom Donahue (en) les découvre et signe le groupe sur son label, Autumn Records. Le groupe sort Laugh, Laugh en décembre 1964 comme premier single. La chanson culmine à la quinzième place en février 1965. Just a Little, le single suivant, fait encore mieux dans les charts, culminant à la huitième place,. 
Valentino apparait avec le groupe dans le film de science-fiction /comédie de 1965 Village of the Giants, qui est présenté dans un épisode de 1994 de Mystery Science Theater 3000. Il apparait également avec le groupe dans le rôle de The Beau Brummelstones dans la sitcom télévisée animée Les Pierrafeu dans l'épisode de la saison six Shinrock A Go-Go, diffusé à l'origine le 3 décembre 1965. 
Bien que les sorties suivantes des Beau Brummels n'aient pas eu autant de succès commercial que leur premier album et ses deux premiers singles, le groupe a gagné en crédibilité underground avec Triangle en 1967 et Bradley's Barn en 1968. Les critiques notent ces œuvres comme des premières contributions au genre country rock,,. Le groupe, qui en 1968 ne comprend plus que Valentino et Elliott, se sépare.
Sal Valentino participe ensuite à de nombreuses reprises des Beau Brummels au cours des deux décennies suivantes. 
Après avoir enregistré des singles pour Warner Bros. Records, il forme un nouveau groupe, Stoneground (en). Après que le groupe a sorti trois albums au début des années 1970, Valentino le quitte en 1973.
Après une pause musicale, Valentino contribue à un album hommage à Bob Dylan en 2003, Positively 12th and K, avec la musicienne Jackie Greene (en). En 2006, il sort Dreamin' Man, le premier album solo de ses 45 ans de carrière.
Un autre album, Come Out Tonight, suit dans la même année, et son troisième album solo, Every Now and Then, sort en 2008. 

## Discographie

### AvecThe Beau Brummels
- 1965 : Introducing the Beau Brummels
- 1965 : The Beau Brummels, Volume 2
- 1966 : Beau Brummels '66
- 1967 : Triangle
- 1968 : Bradley's Barn
- 1975 : The Beau Brummels
- 2013 : Continuum

### AvecStoneground(en)
- 1971 : Stoneground
- 1971 : Family Album
- 1972 : Stoneground 3

### Albums solo
- 2006 : Dreamin' Man
- 2006 : Come Out Tonight
- 20078 : Every Now and Then

### En collaboration
- 2003 : Positively 12th and K: A Bob Dylan Tribute, avec Jackie Greene